# MBC月火ドラマ
MBC月火ドラマ（えむびいしい げつかドラマ、朝鮮語: エムビシ ウォラドゥラマ、ハングル: MBC월화드라마）は韓国MBCに設けられていたテレビドラマ放送枠。
1980年に設立され、第1作目に『百年之客』が放送された。1980年代には時代劇のシリーズもの（女人列伝シリーズ、巨富実録シリーズ、朝鮮王朝五百年）作品のいくつかが同枠で放送されている。
2016年よりMBC月火特別企画（えむびいしい とくべつきかく、朝鮮語: エムビシ ウォラトッピョルキファク、ハングル: MBC월화특별기획）と枠名が改められた。

## 放送時間
設立当初は毎週月曜日および火曜日の21時45分からの放送であった。
第2作目の『女人列伝 張禧嬪』放送時は放送時間が22時10分から23時に移動。1997年1月6日、新年特集ドラマ『黄金の羽』放送中に放送開始時刻が21時55分に変更され、2015年8月に変更されるまで長らくこの時間から放送していた。

## 文献
1. ↑  MBC-TV 大型週間劇 新設 요일별 9시45분에 집중방송 （朝鮮語） 京郷新聞 1980.3.4 p. 6（NAVER内）
2. ↑  텔레비전프로 （朝鮮語） 毎日経済新聞 1980.3.3 p. 8（NAVER内）
3. ↑  金亮三 MBC TV・라디오・FM 가을프로改編 報道・教養대폭強化 （朝鮮語） 京郷新聞 1981.9.24 p. 10（NAVER内）
4. ↑  TV프로그램 （朝鮮語） 京郷新聞 1997.1.6 p. 21（NAVER内）
5. ↑  ◇3.1절특집극고궁제1부「大阪성」（MBC·月밤9시55분） （朝鮮語） 京郷新聞 1991.3.4 p. 16（NAVER内）
6. ↑  MBC-TV 여름특집극「4일간의 사랑」한국판「사랑과 영혼」 （朝鮮語） 東亜日報 1992.7.26 p. 22（NAVER内）
7. ↑  3.1절 특집극「맞수」（MBC・오후 9:50） （朝鮮語） 京郷新聞 1994.2.28 p. 24（NAVER内）
8. ↑  申然琇 MBC 납양특집「거미」슬금슬금인기몰이 （朝鮮語） 東亜日報 1995.8.8 p. 15（NAVER内）
9. ↑  6.25 특집 드라마「낫」（MBC·오후9:50） （朝鮮語） 京郷新聞 1996.6.24 p. 17（NAVER内）
10. ↑  MBC 창사특집 프로 다채 （朝鮮語） 毎日経済新聞 1996.11.30 p. 20（NAVER内）
11. ↑  김대오 늑대, 방영 연기 아닌 제작 포기, 제작 스태프 해산 （朝鮮語） nocutnews.co.kr 2006.2.2付記事
12. ↑  임시완·윤아, MBC '왕은 사랑한다' 멜로 사극 호흡… "요즘엔 재벌 대신 왕" （朝鮮語） 朝鮮日報 2016.9.21付記事
13. ↑  이주희 '왕은 사랑한다' 측 "송지나 작가가 20회 전부 집필"（공식입장） （朝鮮語） 韓国日報 2017.6.19付記事
14. ↑  김성은 ［월화드라마］'왕은 사랑한다' 후속 '20세기 소년소녀' 첫방송 언제?…등장인물&몇부작? （朝鮮語） g-enews.com 2017.9.12付記事
15. ↑  이은진 ‘투깝스’ 이호원, 조정석 껌딱지 등극… 예측불가 브로맨스 예고 （朝鮮語） 10 Asia/韓国経済新聞
 2017.10.25付記事
16. ↑  윤고은 '하얀거탑' 재방송 5% 파란…"김명민 너무 잘해 고민이었다" （朝鮮語） 聯合ニュース 2018.2.1付記事
17. ↑  황희진 아이템(ITEM) 몇부작? 32부작 "4월 2일 종영 예정" （朝鮮語） 毎日新聞 2019.2.11付記事